# کاظم قلمچی
کاظم قلم‌چی (زاده ۱ دی ۱۳۳۴ در تهران) بنیان‌گذار کانون فرهنگی آموزش قلم‌چی است. وی دانش‌آموخته مهندسی معدن از دانشگاه تهران است.

## زندگی
قلم‌چی دی ماه سال ۱۳۳۴ در تهران زاده شد. او یک برادر دارد و مادر او معلم بوده است که نقش زیادی در زندگی وی داشته است. مادر وی که تحصیلات ششم ابتدایی داشته همزمان با تأمین معاش خانه با ادامه تحصیل موفق به دریافت مدرک فوق لیسانس در رشته علوم اجتماعی از دانشگاه تهران می‌شود. قلم‌چی به علت شرایط نامناسب اقتصادی خانواده از کلاس چهارم ابتدایی مجبور به کار کردن بوده است.
قلم‌چی در سال ۱۳۵۲ در رشته مهندسی معدن در دانشگاه تهران پذیرفته می‌شود. در سال ۱۳۷۰ کانون فرهنگی آموزش را تأسیس کرده و در سال ۱۳۷۲ ایده برگزاری آزمون‌های منظم را عملی کرد.